# Ptychogena antarctica
Ptychogena antarctica is een hydroïdpoliep uit de familie Laodiceidae. De poliep komt uit het geslacht Ptychogena. Ptychogena antarctica werd in 1907 voor het eerst wetenschappelijk beschreven door Browne. 